# Martin Christensen
Martin Christensen, född 23 december 1987 i Ishøj, är en dansk fotbollsspelare som har spelat för bland annat Herfølge BK, Åtvidabergs FF och Helsingborgs IF.
Martin Christensen slog igenom i Herfølge och blev sedan utlandsproffs i det engelska Championship-laget Charlton. Under sina ungdomsår gjorde han 28 landskamper för Danmarks olika ungdomslandslag upp till U21-nivå. Under karriärens gång har det också blivit spel i Holland, Italien och Norge för Christensen. 
I augusti 2012 värvades Christensen av Åtvidabergs FF från danska HB Køge, som under våren åkt ur danska Superligaen. Yttermittfältaren har spelat för ÅFF under de fyra senaste säsongerna och när han kom till HIF hade han redan gjort närmare 100 allsvenska matcher för bruksklubben. Den danske landslagsmeriterade mittfältaren skrev inför säsongen 2016 på ett tvåårskontrakt (med option på ett år) med HIF. Efter att HIF misslyckats med att ta sig till Allsvenskan valde klubben att inte utnyttja optionen.